# Рашче
Ра̀шче или Рахче, както и Рахча  (на македонска литературна норма: Рашче; на албански: Rashçja) е село в община Сарай, Северна Македония.

## География
Селото е разположено на десния бряг на река Вардар след изхода ѝ от клисурата Дервент в западния край на Скопското поле, в подножието на планината Жеден.

## История
На етническата си карта от 1927 година Леонард Шулце Йена показва Рахче (Rahče) като албанско село.
На етническата си карта на Северозападна Македония в 1929 година Афанасий Селишчев отбелязва Рахче като албанско село.
Според преброяването от 2002 година Рашче има 2697 жители.
| Националност     | Всичко |
| северномакедонци | 2      |
| албанци          | 2677   |
| турци            | 1      |
| роми             | 1      |
| власи            | 0      |
| сърби            | 0      |
| бошняци          | 2      |
| други            | 14     |